# HARVEST SINGLES 1992-1997
『HARVEST SINGLES 1992-1997』（ハーヴェスト・シングルス 1992-1997）は、米米CLUBのベスト・アルバム。

## 概要
前作HARVEST SINGLES 1985-1992に未収録だった「君がいるだけで」は、本作に収録。
マスタリングはテッド・ジェンセンが手がけた。

## 収録曲
全作詞・作曲：米米CLUB（注記除く）
1. 君がいるだけで
編曲：米米CLUB・中村哲
2. ときの旅路
編曲：三沢またろう
3. 愛はふしぎさ
編曲：金子隆博
4. ア・ブラ・カダ・ブラ
編曲：米米CLUB
5. 俺色にそまれ
編曲：米米CLUB
6. 手紙
作詞・作曲：石井竜也
編曲：金子隆博
7. ワンダブルSUNでぃ
編曲：米米CLUB
8. JUST MY FRIEND
編曲：金子隆博
9. すべてはホントでウソかもね
編曲：有賀啓雄
10. STYLISH WOMAN
編曲：有賀啓雄
11. Special Love（シングル・バージョン）
作詞・作曲：石井竜也
編曲：勝又隆一・米米CLUB
12. 浪漫飛行 (ACOUSTIC VERSION)
編曲：得能律郎
未発表バージョン。